# Gil Grissom
Gilbert « Gil » Grissom est un personnage fictif incarné par l'acteur William Petersen dans la série télévisée américaine Les Experts (CSI : Crime Scene Investigation en anglais). Il apparait dans certaines séries dérivées de la franchise, notamment dans la suite directe des Experts, CSI: Vegas.
Titulaire d'un doctorat en biologie, il exerce sa profession dans la police scientifique et la médecine légale, en étant le chef et superviseur de l'équipe de nuit des techniciens d'identification criminelle du comté de Clark, dans la ville de Las Vegas. Il est également diplômé en entomologie, science qu'il exerce dans la résolution des cas dont il a la charge.  Il fait équipe avec différents experts et techniciens de laboratoire ; travaille en collaboration avec la police de Las Vegas. Le chef de celle-ci est dirigée par le capitaine Jim Brass, interprété par Paul Guilfoyle. Gil Grissom supervise les enquêtes scientifiques liées à des homicides. Dans la série, il se lie d'amour avec sa coéquipière Sara Sidle, interprétée par Jorja Fox.
Le personnage de Grissom a été bien reçu par les critiques, il gagne la 82e place sur la liste des grands personnages de télévision du tous les temps, une liste éditée par Bravo. Son dernier épisode de la série a pu réunir 23 millions de téléspectateurs sur CBS.

## Création et développement
Anthony E. Zuiker, le créateur de la série déclare s’être appuyé sur le caractère personnel de criminologue Daniel Holstein, comme Grissom il garde toujours du sang de porc dans son réfrigérateur. Holstein travaille en tant que consultant pour la série. Le personnage de Grissom s’appelait au départ Gil Sheinbaum, et après l’arrivée de William Petersen, lui et Zuiker ont changé le nom à Grissom, un hommage pour l’astronaute Virgil "Gus" Grissom.

## Accueil
Le personnage est beaucoup admiré par le public. En septembre 2007, après le lancement de la huitième saison, une maquette de son bureau a été mise sur eBay. La maquette était vendue en octobre au prix de 15 600 $.

## Biographie
Il est né le 17 août 1956. Grissom connaît un large éventail de citations et de faits parfois assez inusités, mais fait preuve d'une grande sagesse et ne porte de jugement sur personne, malgré les cas assez surprenants qu'il peut rencontrer. On lui connaît une seule distraction en dehors du travail, les montagnes russes. Sa devise professionnelle est : « Suis ce qui ne peut mentir : les indices ». Dans la saison 5, il avoue à Greg que la femme de ses rêves est une personne qui ne le jugerait pas. D'un naturel calme et posé, voire froid, il a souvent dit qu'il n'aimait pas porter une arme, même s'il sait s'en servir.
Grissom ne possède, comme Catherine lui indique dans la saison 5, aucun talent de politicien : durant sa jeunesse, il est passé à une voix de devenir président du club de sciences. Il n'avait pas voté pour lui-même.
Dans les trois premières saisons, il souffrait d'otosclérose, une maladie qui le rendait progressivement sourd, un handicap qu'il a hérité de sa mère. C'est ainsi qu'il apprend à lire sur les lèvres et qu'il connaît la langue des signes. À la fin de la saison 3, il décide de se faire opérer, et sa surdité semble être définitivement guérie.

## Relations amoureuses
Énigme parmi tant d'autres au fil des saisons, Grissom serait-il capable d'aimer ? Pour l'aider à résoudre plusieurs enquêtes, il fait appel à l'anthropologue Terry Miller (interprétée par Pamela Gidley). Leur travail est empreint d'un jeu de séduction qui laisse supposer qu'il y a plus qu'un simple rapport entre collègues qui se respectent. C'est un peu son idylle de la saison 1. Leur avant-dernière rencontre se déroule au restaurant, leur travail représentant trop pour chacun d'eux. Dans la saison 3, elle revient donner un coup de main à l'équipe et apprend à Grissom qu'elle s'est mariée avec un enseignant.
Une autre personne féminine le fascine : la dominatrice Lady Heather (interprétée par Melinda Clarke), patronne d'un lieu de débauche. Dès leur premier regard, l'attraction est plus que palpable. Mais ce qui renforce le lien entre les deux est cette impression de retrouver la même sensibilité et le même détachement vis-à-vis du travail qu'ils font. De plus, ils ont les mêmes références, notamment en ce qui concerne les auteurs français. Un doute plane l'espace de quelques minutes tandis que l'on peut supposer que Grissom passe la nuit avec Lady Heather, mais en demandant une commission rogatoire à son encontre, elle lui lance la réplique « Vous venez de dire stop ». Lady Heather apparaît dans trois autres saisons (les saisons 6, 7 et 9), et il lui reste une certaine rancœur. À partir de la saison 9, leur relation a davantage évolué en amitié respectueuse. 
La femme de sa vie est, et a toujours été sa collaboratrice, Sara Sidle. Ils se sont rencontrés lors d'un congrès à San Francisco en 1998, et semblent ne plus s'être perdus de vue par la suite. Deux ans plus tard, après le meurtre d'Holly Gribbs, Grissom saute sur l'occasion pour ramener à lui celle qui le trouble tant. S'installe alors une relation entre eux, compliquée et parfois maladroite, mais continuelle, faite d'attentions et de petites phrases : « Depuis quand vous intéressez-vous à la beauté ? Depuis que je vous connais » étant l'une des plus marquantes. À la fin de la saison 3, après sa rupture avec Hank Peddigrew, Sara tentera de convaincre Grissom de dîner avec elle, offre qu'il décline. Sara, bouleversée, a du mal à comprendre cette décision. C'est dans l'épisode La Perfection du meurtre que tout s'éclaircira pour elle, lorsqu'elle assistera à ce terrible monologue de Grissom : « Quelqu'un de jeune et de beau vient tout bouleverser. Quelqu'un qu'on pourrait aimer. On entr'aperçoit enfin le bonheur, refaire sa vie avec elle. Mais on doit prendre une terrible décision : pour être avec elle, on doit abandonner tout ce pour quoi on a toujours travaillé. J'en suis incapable... » À la suite de cette révélation, Sara se noiera petit à petit dans l'alcool, et la promotion que Grissom lui refuse n'arrangera rien.
Toutefois, Grissom est là quand, à la suite d'un contrôle d'alcoolémie, Sara est arrêtée pour ivresse au volant. Plus tard, il sera le témoin de l'histoire de sa famille, chose qu'elle semble n'avoir raconté à personne d'autre. Enfin, quand Grissom voit la vie de Sara menacée, puis celle de Nick, il se rend compte qu'il n'y a plus de temps à perdre. À la fin de la saison 6, il est l'amant de Sara Sidle, liaison entamée un an auparavant, et il confirmera plus tard qu'elle est « la seule qu'il ait jamais aimée ». Plus tard, Grissom demandera Sara en mariage, ce qu'elle acceptera. Cette relation sera toutefois compliquée par le départ de Sara du laboratoire, si bien qu'au bout d'un certain temps, elle finit par rompre, provoquant la démission de Gil, qui préfère abandonner son travail plutôt que sa bien-aimée. Au premier épisode de la saison 10, ils sont mariés.

## Apparitions
Gil Grissom fait une apparition dans l'épisode 6 de la saison 6 de la série FBI : Portés disparus. Cet épisode est la suite de l'épisode 6 de la saison 8 de la série Les Experts dont Jack Malone est l'invité.